# Bandeira das Ilhas Feroé
A bandeira das Ilhas Feroé é uma Cruz Nórdica que segue a tradição iniciada pela Dannebrog. Esta bandeira chama-se Merkið, que significa; "o estandarte" ou "a marca". Assemelha-se com as bandeiras das vizinhas Islândia e Noruega.

## História

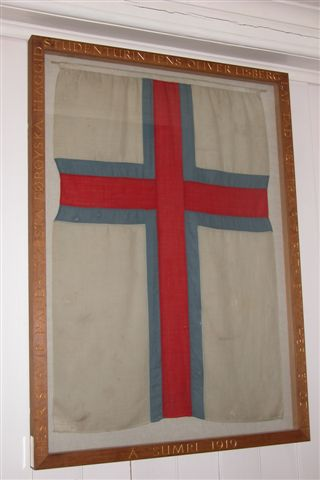
A bandeira original, exposta na Igreja de Fámjin.

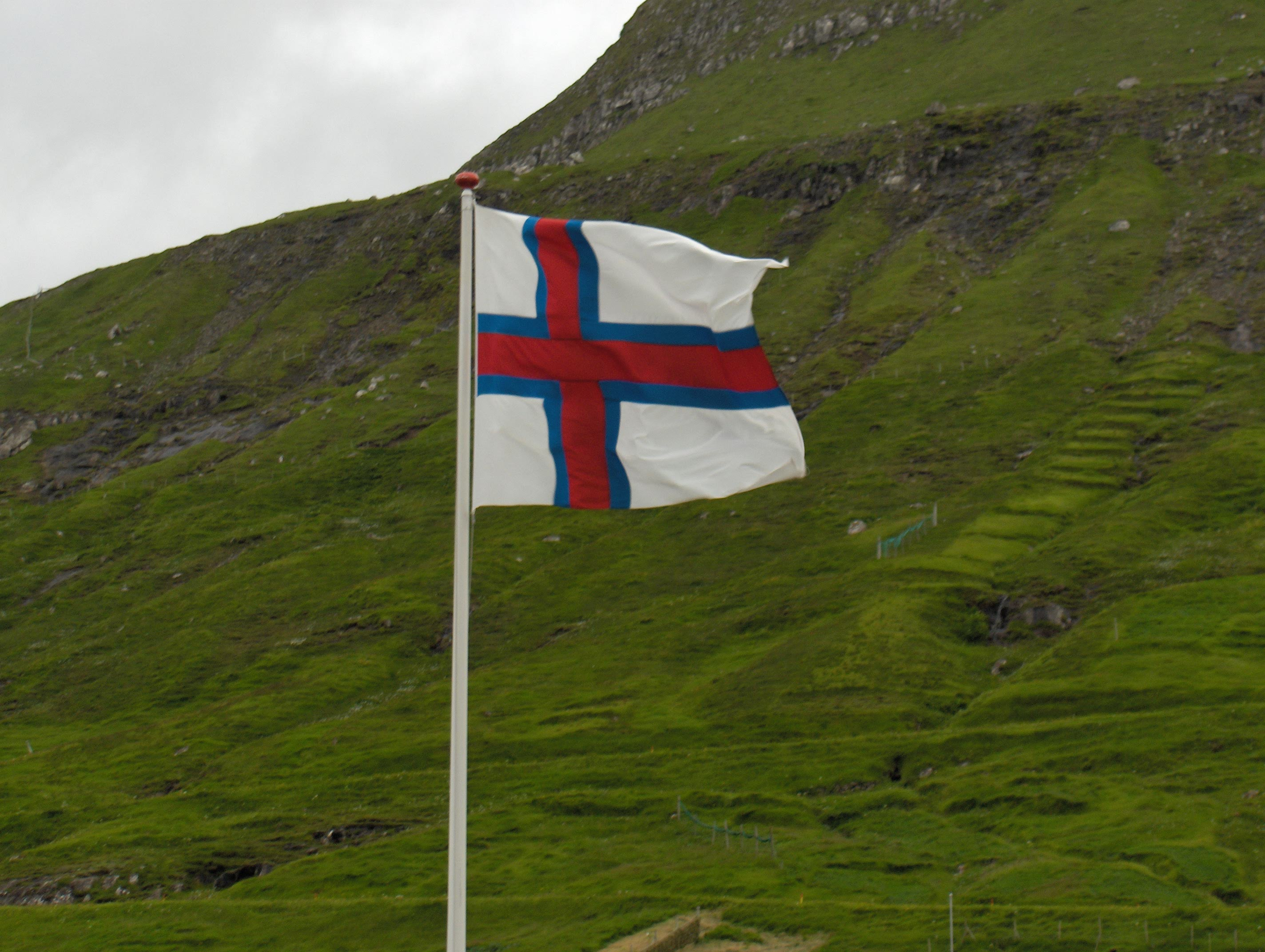
A Merkið hasteada em Funningur, na ilha de Eysturoy.

A bandeira foi concebida em 1919 por Jens Oliver Lisberg e outros, enquanto estudavam em Copenhaga. A primeira vez que a Merkið foi hasteada nas Ilhas Feroé, foi a 22 de junho desse ano em Fámjin por ocasião de um casamento. Em 25 de abril de 1940, os britânicos (a ilha estava ocupada pelo Reino Unido na altura) aprovaram a bandeira para uso das embarcações Feroesas. 25 de abril, ainda hoje é celebrado como Flaggdagur. Com a acta governativa de 23 de março de 1948, a bandeira foi por fim reconhecida pelo Governo Dinamarquês como a bandeira nacional dos feroeses. A bandeira original está exposta na Igreja de Fámjin.

## Características
Seu desenho consiste num retângulo branco de proporção largura-comprimento de 8:11 com uma cruz nórdica vermelha contornada por linhas azuis. O vermelho da bandeira é a pantone 032C e o azul 300C. As proporções da cruz são, horizontalmente, 6:1:2:1:6, sendo 6 unidades de branco, 1 unidade de azul, 2 unidades de vermelho, 1 unidade de azul e 6 unidades de branco. Na vertical, a bandeira possui a proporção (da esquerda para a direita) 6:1:2:1:12, sendo 6 unidades de branco, 1 unidade de azul, 2 unidades de vermelho, 1 unidade de azul e 12 unidades de branco.

## Simbolismo
A cruz nórdica simboliza o cristianismo e os laços com a Dinamarca e os demais países escandinavos. O azul e o vermelho são cores tradicionais feroesas, o branco representa a espuma do mar e os claros céus do arquipélago.

## Bandeiras históricas

Bandeira da União de Kalmar (1397-1523).
Bandeira da Dinamarca (1523-1940).
Primeira bandeira não oficial (Século XIX).